# Miguel Acosta
Miguel Acosta Moreno (Ciudad de México México, 4 de septiembre de 1975) es un exfutbolista mexicano que jugaba de Defensa. Ahora es Director Técnico de Necaxa Femenil.

## Trayectoria
Debuta con el Club Deportivo Guadalajara  en el Invierno 1997 pero no es hasta el Invierno 1999 que pasa al Club Necaxa cuando empieza a tener mayor participación. Con trabajo y buen fútbol se ha ido consolidando como pieza importante del sistema de los rojiblancos.
Para el Apertura 2005 pasa a las filas del Veracruz donde se consolida como un hombre importante, tanto en la central como teniendo salida como lateral cuando el equipo así lo necesita.
Para el Apertura 2007 regresa al Club Necaxa donde se retira.

## Estadísticas

### Clubes
Actualizado al último partido disputado el 28 de septiembre de 2008.
| Necaxa · México                                                   | 1.ª           | 2000          | –   | –  | — | — | 1 | 0 | 1   | 0  |
| Necaxa · México                                                   | 1.ª           | 2002          | 34  | 1  | – | – | — | — | 34  | 1  |
| Necaxa · México                                                   | 1.ª           | 2003          | 38  | 5  | — | — | — | — | 38  | 5  |
| Necaxa · México                                                   | 1.ª           | 2004          | 39  | 2  | — | — | – | – | 39  | 2  |
| Necaxa · México                                                   | 1.ª           | 2005          | 34  | 0  | — | — | — | — | 34  | 0  |
| Tiburones Rojos de Veracruz · México                              | 1.ª           | 2006          | 29  | 2  | — | — | — | — | 29  | 2  |
| Tiburones Rojos de Veracruz · México                              | 1.ª           | 2007          | 16  | 0  | — | — | — | — | 16  | 0  |
| Tiburones Rojos de Veracruz · México                              | Total club    | Total club    | 45  | 2  | 0 | 0 | 0 | 0 | 45  | 2  |
| Necaxa · México                                                   | 1.ª           | 2008          | 17  | 1  | — | — | — | — | 17  | 1  |
| Necaxa · México                                                   | 1.ª           | 2009          | 6   | 0  | — | — | — | — | 6   | 0  |
| Necaxa · México                                                   | Total club    | Total club    | 169 | 9  | 0 | 0 | 1 | 0 | 170 | 9  |
| Total carrera                                                     | Total carrera | Total carrera | 214 | 11 | 0 | 0 | 1 | 0 | 215 | 11 |
| (1) Incluye datos de la Copa Mundial de Clubes de la FIFA (2000). |               |               |     |    |   |   |   |   |     |    |